# Николај Николов-Зиков
Николај Николов-Зиков (буг. Николай Николов-Зиков; 7. августа 1946. у Софији) је бугарски сликар и дисидентски интелектуалац.

## Каријера
Николов-Зиков је студирао сликарство на Академији уметности у Софији у класи проф. Мите Гановског. По завршетку студија 1974. године, учествовао је на првим изложбама. Најкарактеристичнија његова дела су надреални заплети и пејзажи са стенама. Године 1980. посвађао се са комунистичким властима и забрањено му је учешће на изложбама.